# Langelandia khaustovi
Langelandia khaustovi es una especie de coleóptero de la familia Zopheridae.

## Distribución geográfica
Habita en Ucrania.